# Holger Rosenkrantz (1586-1647)
 Der er flere personer med dette navn, se Holger Rosenkrantz.
Holger Rosenkrantz "den rige" (født 9. maj 1586 på Glimmingehus, død 31. juli 1647 i Odense) var en dansk adelsmand, lensmand og storgodsejer.
Holger Rosenkrantz kaldes "den rige" for at adskille ham fra sin samtidige slægtning Holger Rosenkrantz "den lærde" til Rosenholm. Han var ud af Glimminge-linjen af den store Rosenkrantz-slægt. Hans forældre var Axel Rosenkrantz til Glimminge og Mette Pallesdatter Grubbe. Blandt hans søskende var lensmanden Palle Rosenkrantz til Krenkerup.

## I krigstjeneste
Efter et par års skolegang på Herlufsholm 1602-03 havde overbevist hans forældre om hans manglende lyst til boglig lærdom, blev han først anbragt hos kansleren Christian Friis til Borreby, og derefter sendtes han til Nederlandene, hvor han gjorde krigstjeneste i 8 år på Generalstaternes side. I anledning af bruddet med Sverige blev han 1611 kaldt hjem og fik overdraget at hverve et kompagni, i spidsen for hvilket han deltog i kampene ved Kalmar i Kalmarkrigens første år. 1612 deltog han i erobringen af den nærliggende Ryssby Skanse, som derpå underlagdes hans befaling.

## Lensmanden
1614-17 var Holger forlenet med Roskildegård, 1617-20 med Halmstad, 1620-25 med Laholm og 1625-45 med Bornholm. I juni 1645 landsatte en svensk flåde en lille styrke, som straks erobrede Nexø. Øens milits viste sig helt ude af stand til at tage kampen op, og befolkningen forholdt sig rolig. Holger Rosenkrantz holdt sig indesluttet på Hammershus. Hans stilling var meget vanskelig med en besætning på slottet af kun 60, tilmed opsætsige og upålidelige, soldater. En eller to dage efter, at fjenden havde vist sig foran Hammershus, måtte han, til dels tvungen af besætningen, overgive sig. Han fik lov til at sejle til København, men fik ikke nogen venlig modtagelse af kongen. Christian 4., der var forbitret over tabet af Bornholm og navnlig Hammershus uden kamp, lod iværksætte en undersøgelse af begivenhederne på øen. Derefter lod han Holger Rosenkrantz tiltale på herredagen for pligtforsømmelse, men dommen lød på frifindelse (5. maj 1646). Holger Rosenkrantz fik ikke nogen ny forlening, og allerede året efter døde Holger under et ophold i Odense.

## En berømt ørefigen
Når Christian 4. 1645 talte om Holgers "mange svogre, slægt og venner", der mulig, så vidt det stod til dem, ville holde deres hånd over ham, havde kongen i følge en gammel beretning en gang tidligere ytret noget lignende om Holger. I året 1629 skal Holger Rosenkrantz have givet biskoppen i Lund Mads Jensen Medelfar en ørefigen i dennes eget hus, fordi biskoppen havde været med at frifinde en af herremanden anklaget præst. En med påviselig falske træk udstyret sagnagtig beretning lader Holger Rosenkrantz kaste biskoppen til jorden og slog ham med knyttede næver, så blodet sprang ham ud af næse og mund. Biskoppen skulle da straks derefter være rejst til København og berettet om sit overfald til kongen, som straks befalede voldsmanden tiltalt. Da herredagen imidlertid lod Holger slippe med en bøde på 1.000 rigsdaler, skal Christian 4. have udbrudt, at havde han haft så mange svogre i retten som Holger Rosenkrantz, var der vel fældet en anden dom. Der synes dog ikke at være blevet fældet en virkelig dom, men sagen er vist bleven bilagt i mindelighed. Holger Rosenkrantz har i henhold til den trufne aftale betalt en bøde. Disse penge – angivelserne svinger mellem 1.000 og 3.000 rigsdaler – skænkede kongen til den af ham 1630 oprettede Frederiksborg Skole (nuv. Frederiksborg Gymnasium og HF). Sagnet siger, at det var disse midler, der skulle have foranlediget skolens oprettelse. I så fald har Holger Rosenkrantz' ørefigen fået vidtrækkende følger.

## Den rige
Kunne dette nu kun indirekte tilskrives Holger Rosenkrantz, og må scenen i den skånske bispegaard, hvor utroværdig skildringen af dens enkeltheder end er, stå som et utiltalende eksempel på adeligt overmod og mangel på dannelse, og viste Holger Rosenkrantz i fuldskab en hidsig natur, bør det på den anden side anføres, at han har vist sig godgørende ved bl.a. at oprette flere hospitaler. Han kunne gøre dette, da han med rette bar tilnavnet "den rige". Foruden fædrenegården Glimminge i Skåne ejede han Demmestrup (som han i begyndelsen skrev sig til), Claustrup og Skotterup i Halland, Egholm og Vemmetofte på Sjælland, Skjoldemose, Løjtved og Bramstrup på Fyn samt Landting i Jylland. I sit dødsår anslår han sit jordegods til over 4.000 tønder hartkorn.

## Familieliv
Holger Rosenkrantz var gift to gange. Første gang 3. juli 1614 i Landskrone med Lene Mogensdatter Gyldenstierne (1588-1639). Anden gang 19. september 1641 med Karen Tagesdatter Krabbe (1597-1662). I første ægteskab fødtes ni børn, blandt hvilke kan nævnes:
- Helle Rosenkrantz (1618-1685) gift med rigsråden Niels Trolle til Trolholm og Ryegaard
- Mogens Rosenkrantz (1622-1695) til Glimminge
- Oluf baron Rosenkrantz (1623-1685) til Egholm